# Sint-Andreaskerk (Melick)
De Sint-Andreaskerk is een kerkgebouw in Melick in de Nederlands-Limburgse gemeente Roerdalen. De kerk is ontworpen door architect Joseph Franssen, en is een rijksmonument. Hij is gewijd aan Sint-Andreas.
Architect Joseph Franssen heeft de Andreaskerk in Melick de beste uit zijn oeuvre genoemd, vanwege de gewelven.
De Melickse kerkklok uit 1337 komt uit de verwoeste Andreaskerk (op de Kerkberg) en werd na de oorlog opnieuw geïnstalleerd in de huidige Andreaskerk. In 2037 zal kerkklok haar 700-jarig jubileum als luidende klok vieren.

## Geschiedenis
Sinds de middeleeuwen staat er op de kerkberg een kerk. In 1945 werd de Sint-Andreaskerk op de kerkberg verwoest, waarbij alleen een van de straalkapellen behouden bleef en in gebruik genomen werd als Kerkhofkapel. De patronaatszaal werd toen in gebruik genomen als noodkerk.
Na de oorlog waren er plannen voor een grotere kerk, omdat een bevolkingsgroei verwacht werd in verband met de snel te openen Staatsmijn Beatrix. Op de kerkberg was echter geen plaats voor een grotere kerk en daarom ging men op zoek naar een andere locatie. Die vond men op de plaats van de huidige kerk, aan de Markt en de Kerkstraat.
Op 17 oktober 1954 werd de eerste steen gelegd van de huidige kerk. Op 7 oktober 1956 werd de kerk ingezegend. De klok uit de verwoeste kerk werd teruggeplaatst in de kerktoren.

## Opbouw
De bakstenen georiënteerde pseudo-kruisbasiliek bestaat uit een driebeukig schip met vijf traveeën, een recht gesloten koor/viering met grote vieringtoren en twee dwarsbeuken. De toren heeft een tentdak, het middenschip en de dwarsbeuken een zadeldak en de zijbeuken een lessenaarsdak. De ramen van de kerk zijn rondboogvensters.

## Mogelijke verkoop
In 2016 stond de kerk voor de helft (het schip) te koop. De plannen voor verkoop zijn niet zonder controverse, omdat het kerkdorp daarmee haar bijna 700-jarige luidende klok zal verliezen.